# Цауне, Ивар
И́вар Ца́уне (латыш. Ivars Caune; род. 11 сентября 1977) — латвийский футболист и футбольный арбитр. В своё время выступал за разные клубы Даугавпилса и Илуксте.
В 2010 году Ивар Цауне начал обслуживать матчи Высшей лиги Латвии в качестве главного судьи, дебютировав 30 июня на матче Олимп/РФШ — «Вентспилс» (0:3).
24 мая 2012 года было объявлено, что Судейский комитет ЛФФ признал ошибки арбитра Ивара Цауне, совершённые 6 мая на матче «Сконто» — «Елгава» (2:3), а также принял единогласное решение дисквалифицировать его на 2 матча Высшей лиги Латвии.